# Фридрих фон Трота
Фридрих фон Трота (на немски: Friedrich von Trotha; * ок. 1550; † 13 март 1615 в Шкопау в Саксония-Анхалт) е благородник от род „фон Трота“ в Саксония-Анхалт.
Той е син на Андреас фон Трота († ок. 1565) и съпругата му Барбара фон Остерхаузен, дъщеря на Ханс фон Остерхаузен и Анна Барбара фон Халсберг. Внук е на Ханс фон Трота († ок. 1497) и Марта фон Ценге. Сестра му Анна фон Трота се омъжва през юни 1562 г. за Каспар ауз дем Винкел.
Фридрих фон Трота умира на ок. 65 години на 13 март 1615 г. в Шкопау и е погребан в Тойчентал в Саксония-Анхалт.

## Фамилия
Фридрих фон Трота се жени на 8 септември 1575 г. във Вайсенфелс за Анна фон Брайтенбаух (* ок. 1555; † 11 март 1615, Шкопау), дъщеря на Мелхиор фон Брайтенбаух († 1593) и Марта фон Хеслер († 1571). Те имат осем деца:
- Мелхиор Андреас фон Трота († 10 декември 1634), женен I. на 10 септември 1602 г. в Шкопау за Катарина фон Мойзебах, II. на 21 септември 1612 г. в Шкопау за Берта фон Алвенслебен (1578 – 1638), дъщеря на Гебхард XXII фон Алвенслебен († 1609)
- Анна Елизабет фон Трота (* 1581; † 8 август 1623, Шкопау), омъжена на 19 октомври 1600 г. в Шкопау за 	Кристоф фон Хюнике († 1642)
- Марта Мария фон Трота, омъжена на 30 април 1610 г. в Шкопау за Кристоф Волф фон Вие (1587 – 1625)
- Волф Фридрих фон Трота (* 1593; † 19 октомври 1637, Щасфурт), женен I. на 21 май 1610 г. в Шкопау за Барбара фон Ешвеге († ок. 21 ноември 1614), II. на11 ноември 1616 г. за Марта фон Ханфщенгел († 31 май 1639); има общо 6 деца
- Гертруд фон Трота († 13 август 1629, Бургшайдунген)
- Юстина фон Трота, омъжена ок. 1609 г. за Вилхелм фон Мойзебах
- Георг Рудолф фон Трота († 3 април 1647), женен на 24 май 1620 г. в Клостерхеслер за Елизабет Магдалена фон Хеслер, (* 11 май 1600; † 29 юли 1672, Хале а.З.); имат 8 деца
- Франц фон Трота († 28 ноември 1638), женен 1617 г. за Анна Магдалена фон Вицлебен († 23 февруари 1683); имат убит син († 1646) и дъщеря